# Kosmos 137
Kosmos 137 – radziecki satelita technologiczny i naukowy typu DS-U2-D, będący częścią programu Dniepropetrowsk Sputnik (DS). Pierwszy z serii dwóch satelitów został wyniesiony na orbitę w grudniu 1966 roku. Służył do badania naładowanych cząstek w ziemskiej magnetosferze na niskiej orbicie okołoziemskiej. 

## Budowa i działanie
Seria satelitów DS (Dniepropetrowsk Sputnik) budowanych przez ukraińskie zakłady KB Jużnoje od 1961 roku, służyła głównie do przeprowadzania eksperymentów technologicznych na rzecz radzieckich sił zbrojnych. Stosowano standardowy schemat budowy satelitów, które składały się zazwyczaj z cylindra o średnicy 800 mm zakończonego po obu stronach półkolistym zamknięciem. Masa satelity wynosiła 290 kg.
Kosmos 137 był pierwszym satelitą typu DS-U2-D i służył do badania przepływu naładowanych cząstek w ziemskiej magnetosferze.

## Misja
Misja rozpoczęła się 21 grudnia 1966 roku, kiedy rakieta Kosmos 2 wyniosła z kosmodromu Kapustin Jar na niską orbitę okołoziemską satelitę technologicznego Kosmos 137. Po znalezieniu się na orbicie satelita otrzymał oznaczenie COSPAR 1966-117A.
Satelita po wykonaniu swojej misji pozostawał na orbicie do 23 listopada 1967 roku, kiedy to spłonął w górnych warstwach atmosfery.